# Uroplatus phantasticus
Uroplatus phantasticus, сатанинський листохвостий гекон, війчастий листохвостий гекон, або 'фантастичний листохвостий гекон[джерело?] — вид геконів, що мешкають на острові Мадагаскар. Вперше описаний у 1888 році Джорджем Альбертом Буленджером. U. phantasticus є найменшим за тілом із геконів пласкохвостих.

## Етимологія
Загальна назва, Uroplatus, є латинізацією двох грецьких слів: «ourá» (οὐρά), що означає «хвіст», і «platys» (πλατύς), що означає «плоский». Його конкретна назва phantasticus є латинським словом, що означає «уявний», заснована на унікальному зовнішньому вигляді гекона, це змусило бельгійського натураліста Джорджа Альберта Буленджера описати його як «міфічного» у 1888 році.

## Опис
Доросла особина досягає 90 мм завдовжки, включаючи хвіст. Як і у всіх геконів Uroplatus, хвіст сплющений, але листоподібний вигляд спостерігається лише у видового комплексу ebenaui (U. phantasticus, U. ebenaui та U. malama ; хоча розмір хвоста у U. ebenaui значно зменшений). Часто обговорювали, чи U. phantasticus насправді є тим самим видом, що й U. ebenaui (плоскохвостий гекон Nosy Bé). Однак U. phantasticus має більші і довші шипи на голові, тілі та тулубі. Інші представники роду Uroplatus мають сплющені хвости, які більше допомагають зменшити профіль гекона, поки він неактивний. Деякі гекони U. phantasticus навіть мають виїмки на хвостах, щоб ще більше імітувати опале листя. Це також вважається формою статевого диморфізму, оскільки ця ознака здається поширенішою у самців цього виду. Крім того, U. phantasticus має над кожним оком виступ, схожий на вію. У світлий час доби ці пристосування допомагають гекону зливатися з навколишнім середовищем. Вночі він допомагає гекону полювати на здобич, надаючи йому камуфляж.
У геконів немає повік, лише прозоре покриття на їхніх очах, тому вони використовують свої довгі, рухливі язики, щоб витерти будь-який пил або сміття, які потрапляють в очі.
Гекон зустрічається в різних кольорах, включаючи фіолетові, помаранчеві, коричневі та жовті відтінки, але часто він забарвлений у плямистий коричневий з дрібними чорними цятками на нижній стороні, які допомагають відрізнити його від подібних видів.

## Поведінка
Нічний гекон з відповідними великими очима пересувається вночі в своєму тропічному лісі, харчуючись комахами.
Як і багато плазунів, листохвостий гекон є яйцекладним. Розмноження починається на початку сезону дощів, коли він відкладає кладки двох кулястих яєць на землю під опале листя або в відмерлі листки рослин.